# アヨン
アヨン（아영、Ayoung Jo、1991年5月26日 - ）は、韓国の歌手、女優。2018年からはチョ・アヨンの名前で芸能活動をしている。

## 経歴
1991年5月にソウル市で生まれ、2011年1月に、女性6人組のダンス音楽グループ Dal★Shabet のメンバーとしてデビューした。デビュー曲は2011年1月4日に発売された「Supa Dupa Diva」。
2017年12月に、7年間在籍した所属事務所 happyface Entertainment を離れ sidusHQ と専属契約を締結した。2018年2月から8月末までKBSで放送された朝の連続テレビドラマ『波よ 波よ 愛を奏でるハーモニー』で、歌手を目指す主人公オ・ボクシル役を演じた。

## 出演作品

### テレビドラマ
- 花を咲かせろ! イ・テベク（朝鮮語版）（2013年、KBS2）[8][9]
- チャン・オクチョン -張禧嬪-（2013年、SBS）[10][11]
- 見知らぬ一日（2013年、NAVER TV）[12][13]
- 12年ぶりの再会（朝鮮語版）（2014年、JTBC）[14][15]
- 夜警日誌（2014年、MBC）[16][17]
- 사랑 주파수 37.2（朝鮮語版）（愛の周波数37.2）（2014年、MBC EVERY1）[18]
- パーフェクトカップル（朝鮮語版）（原題：우리 갑순이〈うちのカプスン〉、2016年、SBS）[19][20]
- 파도야 파도야（原題）（朝鮮語版）（波よ 波よ 愛を奏でるハーモニー）（2018年、KBS2）[6]

### 映画
- 노브레싱（原題）（朝鮮語版）（2013年）セミ役[21]
- 딜쿠샤（原題）（2016年）特別出演[21]